# Leichtathletik-Weltmeisterschaften 1995/Marathon der Frauen

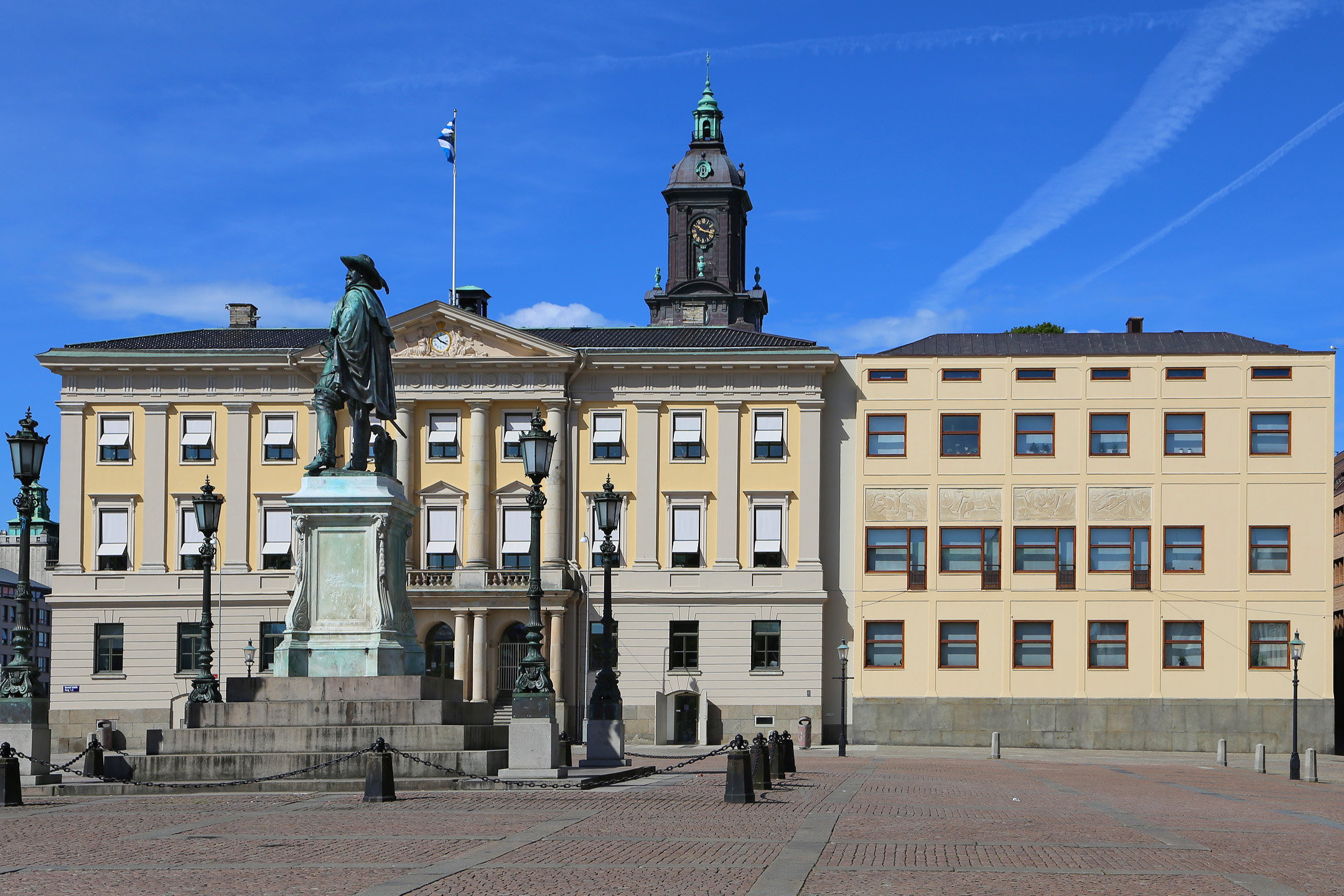
Der Gustav Adolf-Platz in Göteborg

Der Marathonlauf der Frauen bei den Leichtathletik-Weltmeisterschaften 1995 wurde am 5. August 1995 in den Straßen der schwedischen Stadt Göteborg ausgetragen.
Weil die Kampfrichter die Läuferinnen nach dem Start nur drei anstatt der vorgesehenen vier Stadionrunden laufen ließen, war die Strecke um 400 Meter zu kurz. Es wurden also 41,795 km anstelle der vorgeschriebenen 42,195 km gelaufen. Somit waren die erzielten Leistungen nicht rekord- und nicht bestenlistenreif. Das hatte allerdings keine Konsequenzen für den Weltmeisterschaftsrekord, denn die Zeit der Siegerin Maria Manuela Machado war am Ende um 22 Sekunden langsamer als der bestehende WM-Rekord.
Weltmeisterin wurde die portugiesische WM-Zweite von 1993 und amtierende Europameisterin Maria Manuela Machado. Sie gewann vor der Rumänin Anuța Cătună. Bronze ging an die Italienerin Ornella Ferrara.

## Bestehende Rekorde / Bestleistungen
| Weltbestzeit             | 2:21:06 h | Ingrid Kristiansen | London-Marathon, Großbritannien | 21. April 1985  |
| Weltmeisterschaftsrekord | 2:25:17 h | Rosa Mota          | WM 1987 in Rom                  | 29. August 1987 |

Anmerkung:
Rekorde wurden damals im Marathonlauf und Straßengehen wegen der unterschiedlichen Streckenbeschaffenheiten mit Ausnahme von Meisterschaftsrekorden nicht geführt.
Der bestehende WM-Rekord wurde bei diesen Weltmeisterschaften nicht eingestellt und nicht verbessert.

## Ergebnis
5. August 1995, 16:10 Uhr (Ortszeit)
| Platz | Athletin                  | Land           | Zeit (h) |
| ----- | ------------------------- | -------------- | -------- |
|       | Maria Manuela Machado     | Portugal       | 2:25:39  |
|       | Anuța Cătună              | Rumänien       | 2:26:25  |
|       | Ornella Ferrara           | Italien        | 2:30:11  |
| 04    | Małgorzata Sobańska       | Polen          | 2:31:10  |
| 05    | Ritva Lemettinen          | Finnland       | 2:31:19  |
| 06    | Mónica Pont               | Spanien        | 2:31:53  |
| 07    | Linda Somers              | USA            | 2:32:12  |
| 08    | Sonja Krolik              | Deutschland    | 2:32:17  |
| 09    | Sachiyo Seiyama           | Japan          | 2:33:07  |
| 10    | Lidia Șimon               | Rumänien       | 2:33:18  |
| 11    | Miki Igarashi             | Japan          | 2:34:34  |
| 12    | Yukari Komatsu            | Japan          | 2:35:33  |
| 13    | Kirsi Rauta               | Finnland       | 2:35:39  |
| 14    | Jane Salumäe              | Estland        | 2:35:53  |
| 15    | Kerryn McCann             | Australien     | 2:36:29  |
| 16    | Kimberly Rosenquist-Jones | USA            | 2:37:06  |
| 17    | Ingmarie Nilsson          | Schweden       | 2:37:17  |
| 18    | Susan Mahony              | Australien     | 2:37:38  |
| 19    | Fatuma Roba               | Äthiopien      | 2:39:27  |
| 20    | Nelly Glauser             | Schweiz        | 2:40:42  |
| 21    | Maria Luisa Muñoz         | Spanien        | 2:41:37  |
| 22    | Trudi Thomson             | Großbritannien | 2:41:42  |
| 23    | Judit Nagy                | Ungarn         | 2:42:03  |
| 24    | Larissa Sjusko            | Russland       | 2:42:12  |
| 25    | Cathy Shum                | Irland         | 2:43:20  |
| 26    | Nurten Tasdemir           | Türkei         | 2:44:36  |
| 27    | Aurica Buia               | Rumänien       | 2:45:13  |
| 28    | Alison Rose               | Großbritannien | 2:45:52  |
| 29    | Nyla Carroll              | Neuseeland     | 2:50:25  |
| 30    | Winnie Ng Lai Chu         | Hongkong       | 3:01:08  |
| 31    | Isabel Tum                | Guatemala      | 3:02:02  |
| 32    | Gilda Méndez              | Panama         | 3:05:00  |
| DNF   | Maria Guadalupe Loma      | Mexiko         |          |
| DNF   | Dorthe Rasmussen          | Dänemark       |          |
| DNF   | Birgit Jerschabek         | Deutschland    |          |
| DNF   | Nadia Prasad              | Frankreich     |          |
| DNF   | Carole Rouillard          | Kanada         |          |
| DNF   | Angelina Kanana           | Kenia          |          |
| DNF   | Anita Håkenstad           | Norwegen       |          |
| DNF   | Rocío Ríos                | Spanien        |          |
| DNF   | Marina Belyayeva          | Russland       |          |
| DNF   | Elaine Van Blunk          | USA            |          |
| DNF   | Nadezha Ilyina            | Russland       |          |
| DNF   | Janet Mayal               | Brasilien      |          |

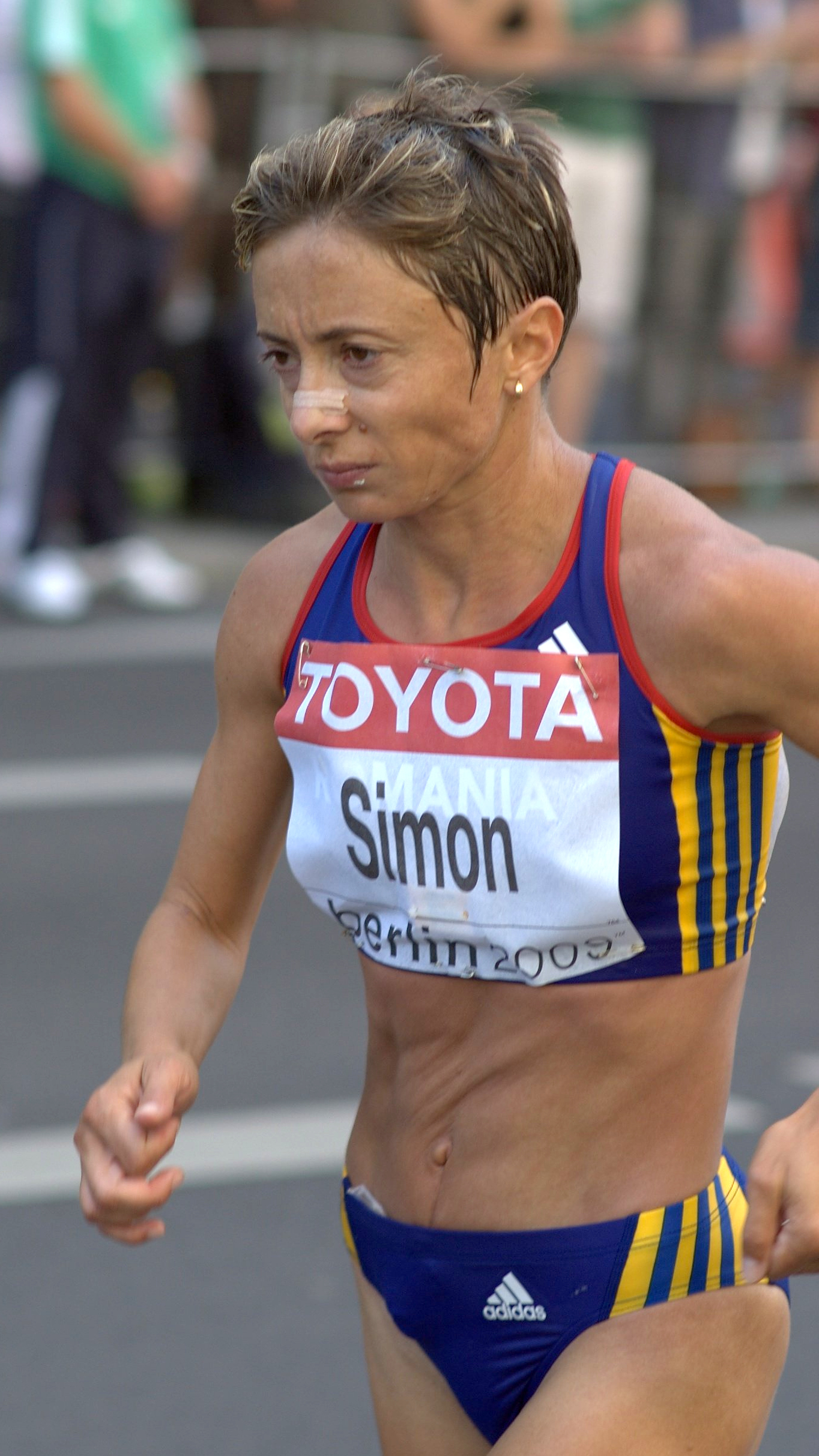
Lidia Șimon (hier im Jahr 2009), spätere Medaillengewinnerin bei Olympischen Spielen und Weltmeisterschaften (10.)
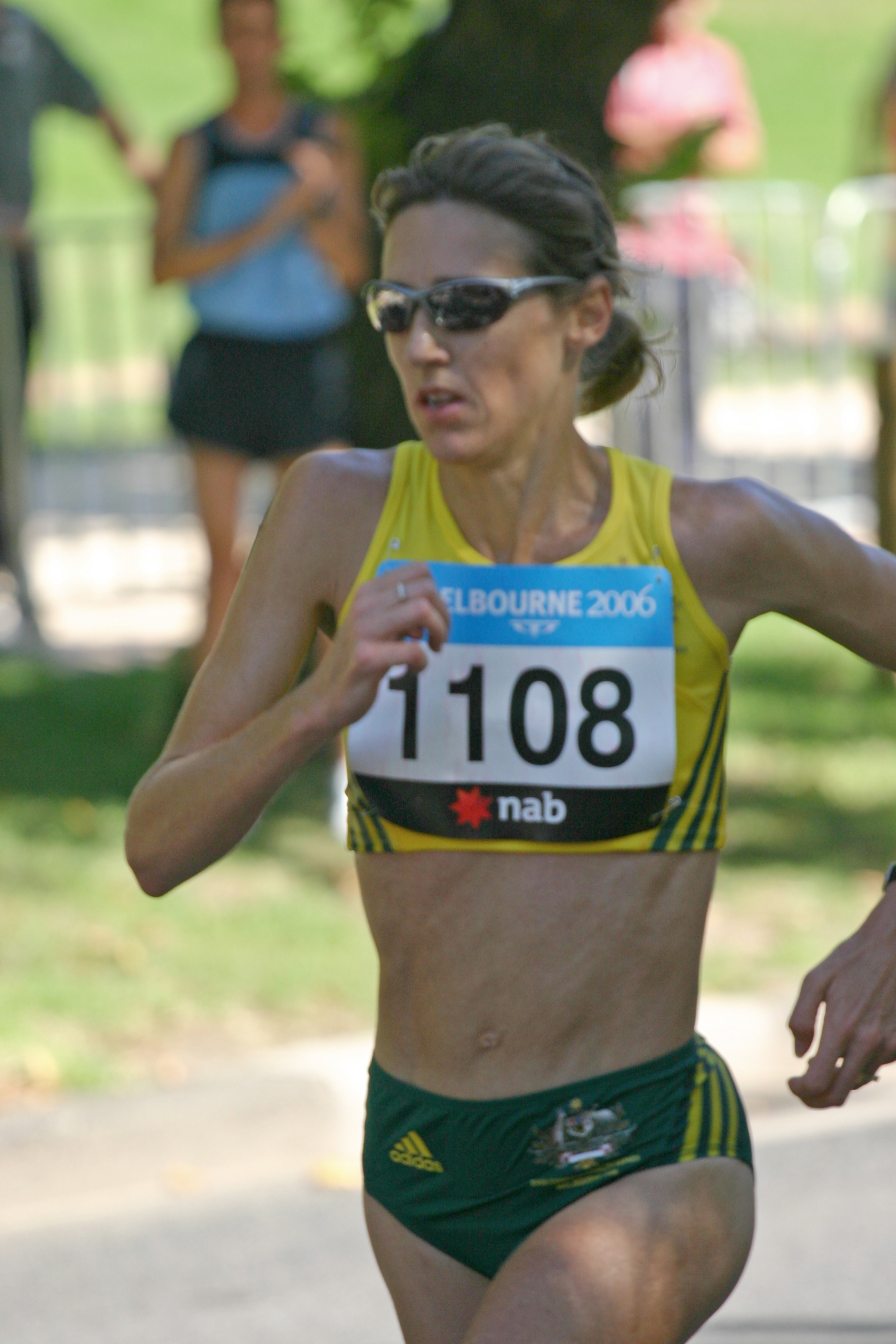
Kerryn McCann (15.)
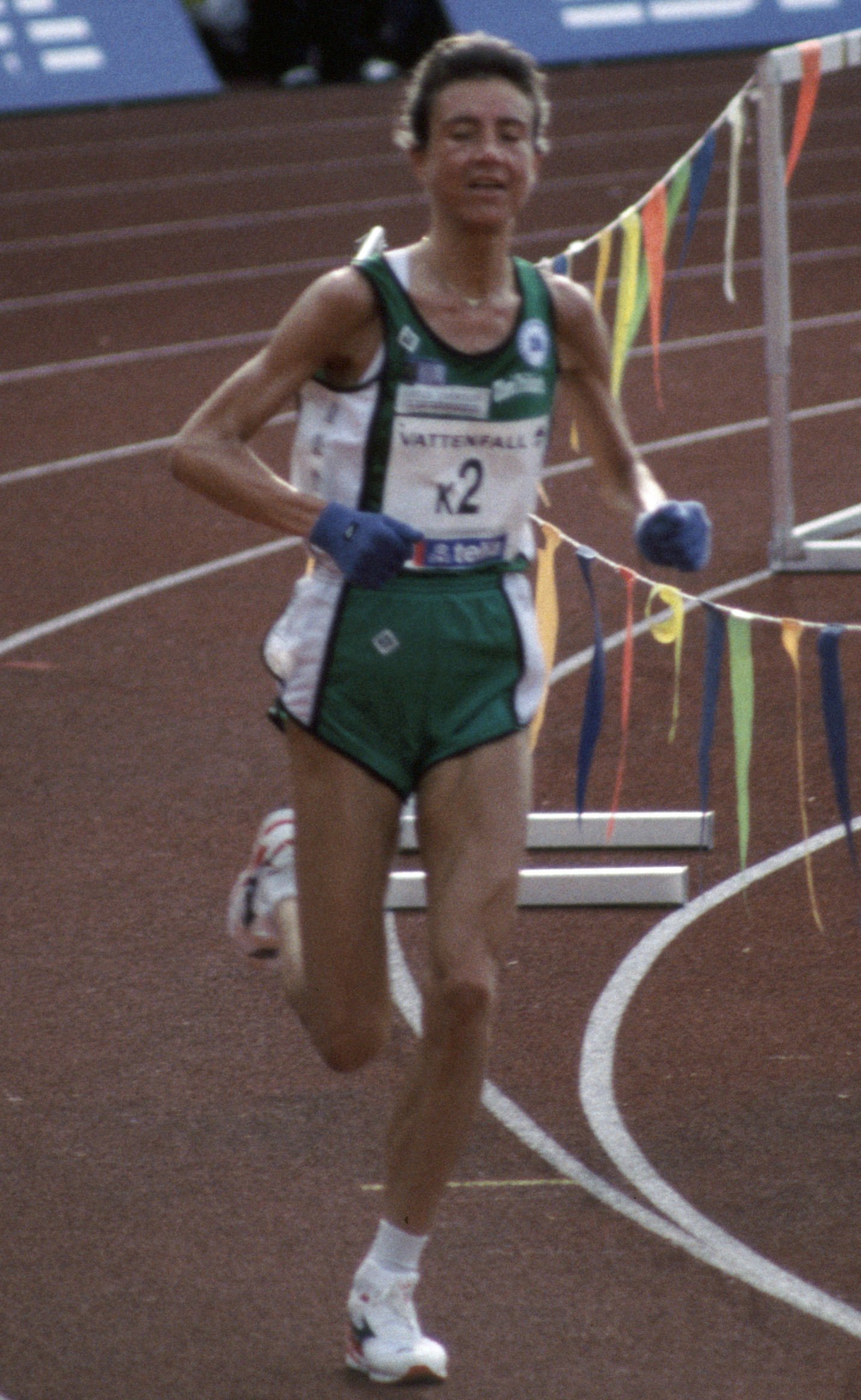
Ingmarie Nilsson (17.)
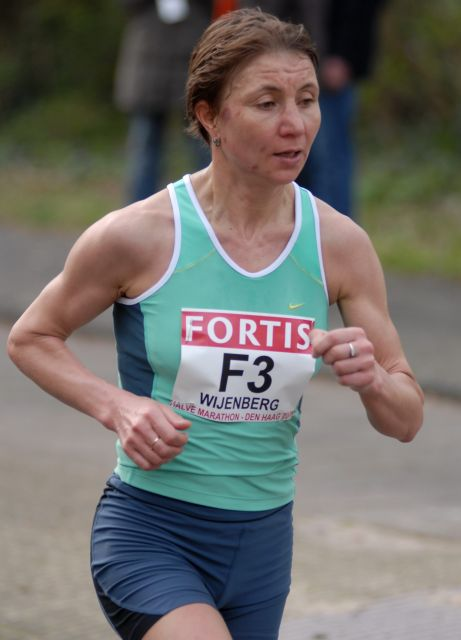
Nadezha Ilyina, hier für Russland und in späteren Jahren unter ihrem Namen Nadezhda Wijenberg für die Niederlande am Start (DNF)

## Video
- 5597 World Track & Field 1995 Marathon Women auf youtube.com, abgerufen am 8. Juni 2020